# Kanton Perpignan-6
Kanton Perpignan-6 (fr. Canton de Perpignan-6) je francouzský kanton v departementu Pyrénées-Orientales v regionu Languedoc-Roussillon. Tvoří ho centrum města Perpignan.